# Maria Schneider (kompositör)
För skådespelaren Maria Schneider, se Maria Schneider (skådespelare)
Maria Schneider, född 27 november 1960 i Windom i Minnesota, är en amerikansk kompositör och jazzbandledare.
Maria Schneider lärde sig spela piano som femåring och komponerade tidigt. Hon studerade musikhistoria och komposition på University of Minnesota, med en kandidatexamen 1983, och på Eastman School of Music i Rochester i delstaten New York, med en magisterexamen 1985. Hon har också studerat ett år på University of Florida. Hon inriktade sig på att komponera jazz och leda jazzband, flyttade till New York och blev medhjälpare till Gil Evans.
I New York studerade hon privat under flera år komposition för Rayburn Wright, och efter dennes död 1990, för Bob Brookmeyer. År 1992 bildade hon The Maria Schneider Jazz Orchestra med 19 medlemmar, som spelade regelbundet på jazzklubben Visiones i Greenwich Village i New York och på turnéer 1993-98. Hon har skrivit och arrangerat musik för ett flertal storband, bland andra Norrbotten Big Band, Bohuslän Big Band och Danmarks Radios Big Band.
Maria Schneider har undervisat i vid ett flertal universitet och blev 2013 hedersdoktor vid University of Minnesota. Hon har också komponerat klassisk musik och har vidgat gränserna för modern jazz. Hon har också tonsatt dikter av Ted Kooser ur dennes diktsamling från 2001 Winter Morning Walks: One Hundred Postcards to Jim Harrison. Dessa ingår i hennes 2013 års genreblandade Winter Morning Walks, som fick tre Grammy-pris.

## Diskografi i urval

### The Maria Schneider Jazz Orchestra
- 1994 Evanescence
- 1996 Coming About
- 2000 Live At The Jazz Standard – Days Of Wine And Roses
- 2000 Allegresse
- 2004 Concert in the Garden
- 2007 Sky Blue
- 2013 Winter Morning Walks
- 2015 The Thompson Fields

### Andra orkestrar
- 2012 Dawn Upshaw, med Australia Chamber Orchestra
- 2013 Dawn Upshaw, med Saint Paul Chamber Orchestra